# أستراليا المفتوحة 1969 - فردي السيدات
في أستراليا المفتوحة 1969 - فردي السيدات فازت الأسترالية مارغريت سميث كورت بلقب البطولة بعد فوزها على الأمريكية بيلي جين كينغ في المباراة النهائية بنتيجة 6–4، 6–1.

## التوزيع
| 1. بيلي جين كينغ (النهائي) 2. مارغريت سميث كورت (البطلة) 3. آن جونز (نصف النهائي) 4. كيري ريد (نصف النهائي) 5. روزماري كاسالس (ربع النهائي) | 1. كارين كرانتزكي (ربع النهائي) 2. ليزلي هانت (ربع النهائي) 3. جودي تيجارت (الجولة الأولى) 4. ليزلي تيرنر باوري (الجولة الثانية) 5. فرانسواز دور (الجولة الثانية) |